# Jalogny
Jalogny ist eine französische Gemeinde mit 398 Einwohnern (Stand: 1. Januar 2022) im Département Saône-et-Loire in der Region Bourgogne-Franche-Comté (vor 2016 Bourgogne). Die Gemeinde gehört zum Arrondissement Mâcon und zum Kanton Cluny.

## Geografie
Jalogny liegt etwa 23 Kilometer nordwestlich von Mâcon und etwa 37 Kilometer südsüdwestlich von Chalon-sur-Saône.
Nachbargemeinden von Jalogny sind Cluny im Norden und Osten, Sainte-Cécile im Süden, Mazille im Süden und Südwesten sowie Château im Westen und Nordwesten.

## Bevölkerungsentwicklung
| Jahr                      | 1962 | 1968 | 1975 | 1982 | 1990 | 1999 | 2006 | 2011 | 2016 |
| Einwohner                 | 243  | 221  | 246  | 257  | 270  | 260  | 308  | 344  | 354  |
| Quelle: Cassini und INSEE |      |      |      |      |      |      |      |      |      |

## Sehenswürdigkeiten
- Kirche Saint-Valentin, um 1100 errichtet, seit 1929 Monument historique
- Kirche Saint-Jean-d’Évangéliste aus dem 11./12. Jahrhundert in Vaux

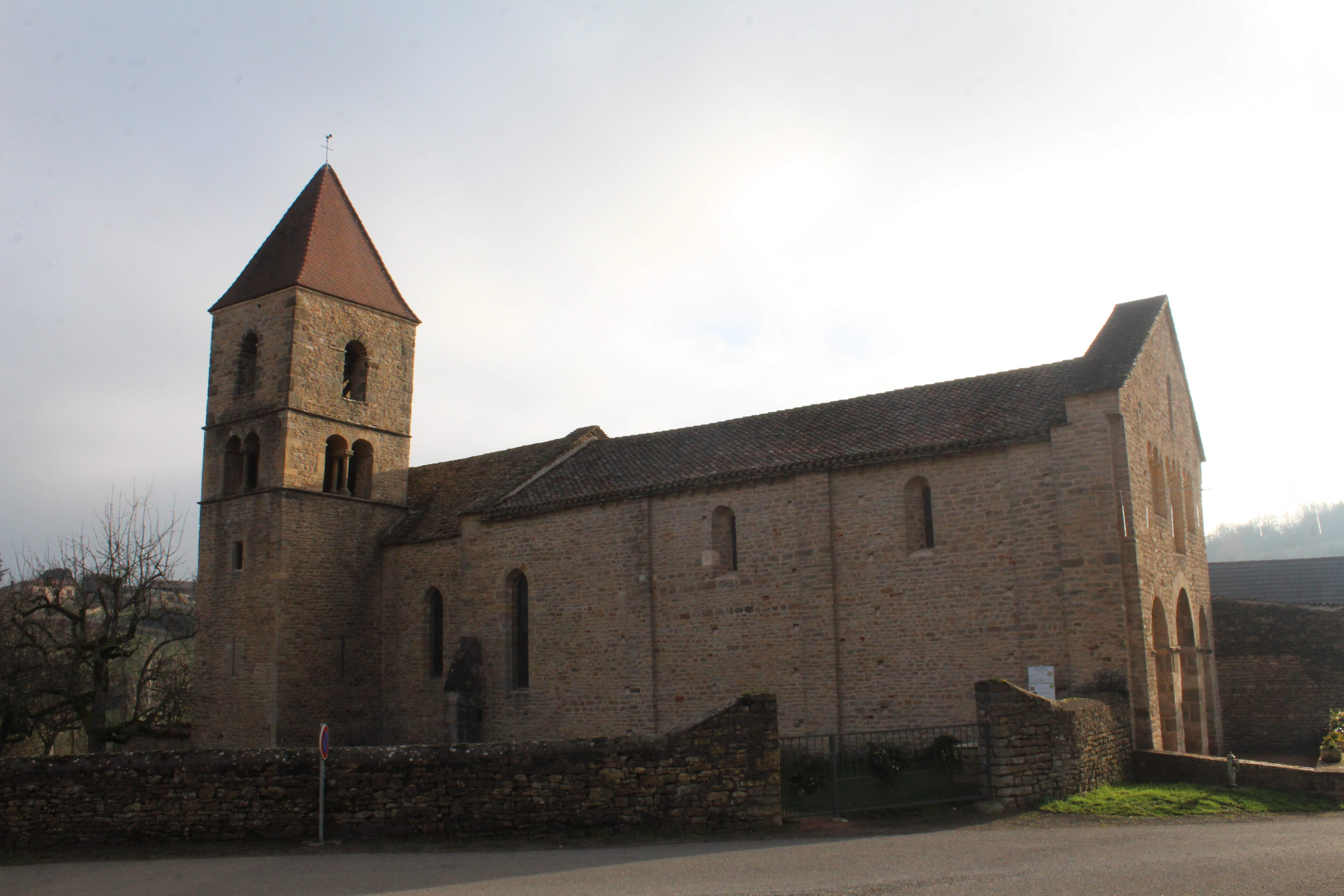
Kirche Saint-Vanlentin
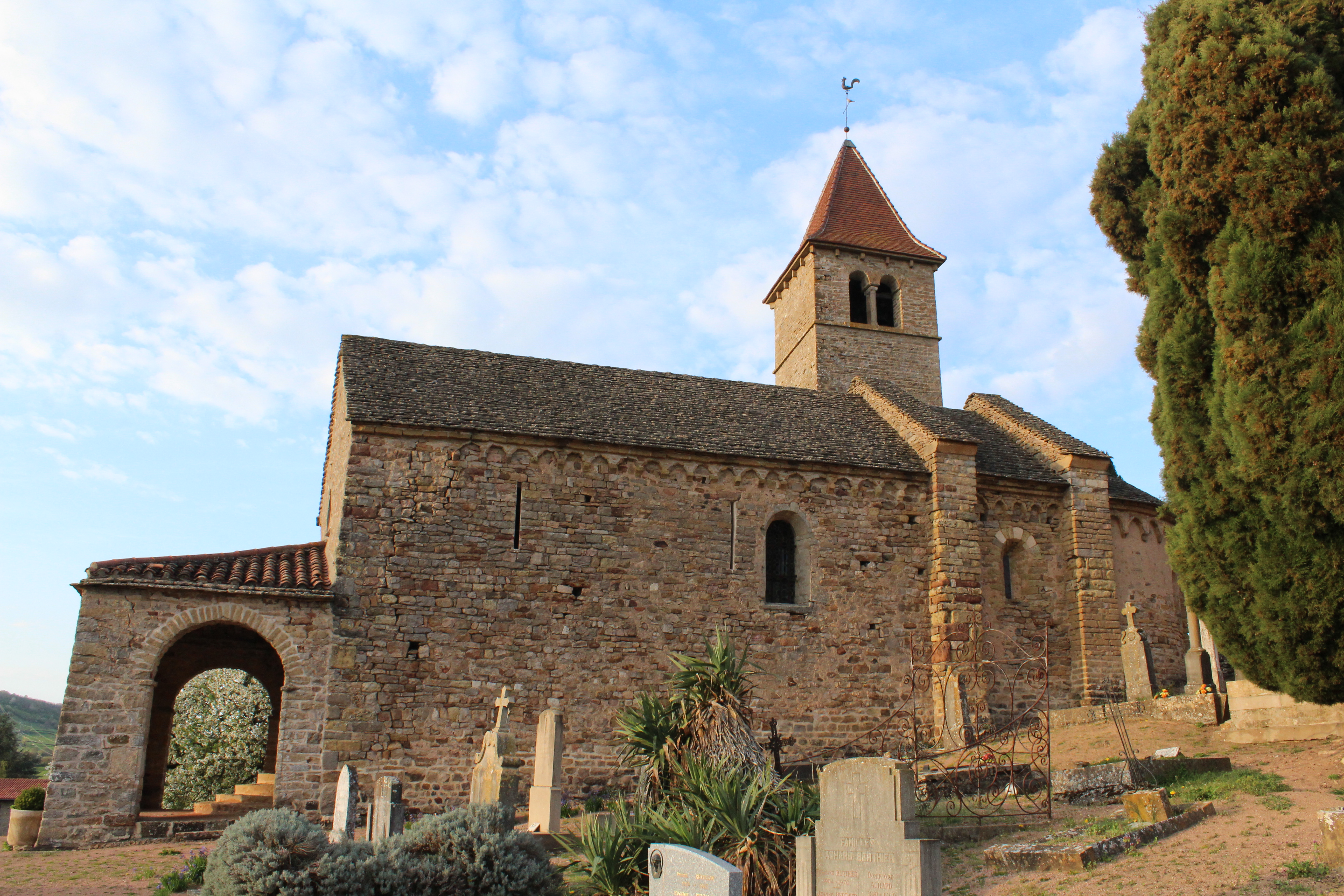
Kirche Saint-Jean-d’Évangéliste